# Matthew Dunn
Matthew Stephen Dunn (Leeton, 2 settembre 1973) è un ex nuotatore australiano.
Specializzato nei misti ha partecipato alle Olimpiadi di Atlanta 1996.

## Palmarès
- Mondiali in vasca corta

Rio de Janeiro 1995: oro nei 200m misti, nei 400m misti e nella 4x200m sl e argento nella  4x100m sl.
Göteborg 1997: oro nei 200 misti, nei 400m misti e nella  4x200m sl.
Hong Kong 1999: oro nei 200m misti e nei 400m misti e argento nei 100m misti.
- Giochi PanPacifici

Edmonton 1991: bronzo nei 400m misti.
Kōbe 1993: oro nei 200m misti e nei 400m misti.
Atlanta 1995: oro nella  4x200m sl, argento nei 200m misti e bronzo nei 400m misti.
Fukuoka 1997: oro nei 200m e nei 400m misti.
Sydney 1999: oro nei 400m misti e bronzo nei 200m misti.
- Giochi del Commonwealth

Victoria 1994: oro nei 200m misti e nei 400m misti.
Kuala Lumpur 1998: oro nei 200m misti e nella 4x200m sl.